# Estadio Internacional Al-Najaf
El Estadio Internacional de Al-Najaf (en inglés: Al-Najaf International Stadium) es un estadio multiusos ubicado en la ciudad de Náyaf, Irak. Es  utilizado por los clubes Al-Najaf FC y Naft Al-Wasat SC de la Liga Premier de Irak y partidos de la Selección de fútbol de Irak. Fue inaugurado el 5 de mayo de 2018 y posee una capacidad para 30.000 espectadores.

## Historia
El diseño final de la firma "360 Architecture", con sede en Kansas City, ganó la competencia y fue seleccionado por el Ministerio de Juventud y Deportes de Irak. El diseño original propuesto era incluir una pista de atletismo, pero se acordó eliminarla para lograr un estadio específico para el fútbol. El complejo deportivo contiene también dos estadios adicionales con capacidad para 400 y 2000 espectadores respectivamente, utilizados principalmente para entrenamientos. Los adornos religiosos y los mosaicos de la fachada exterior del estadio están inspirados en la Mezquita del Imán Alí, que se encuentra a 10 km del estadio.